# Callisia insignis
Callisia insignis är en himmelsblomsväxtart som beskrevs av Charles Baron Clarke. Callisia insignis ingår i släktet sköldpaddstuvor, och familjen himmelsblomsväxter. Inga underarter finns listade.